# Creux barométrique
Pour les articles homonymes, voir Creux et Talweg (homonymie).

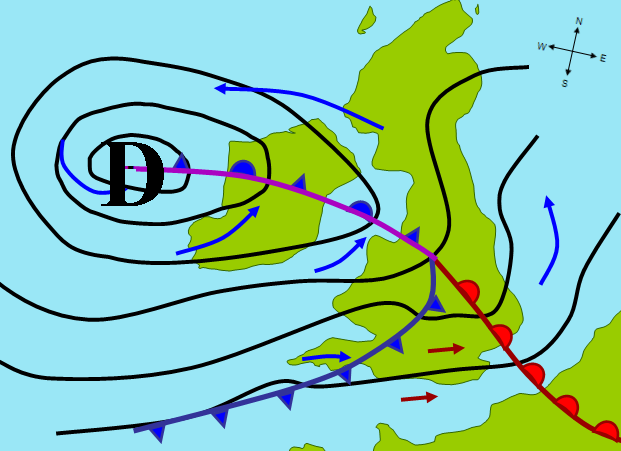
Carte météorologique de surface d'une dépression D affectant la Grande-Bretagne et l'Irlande. Les flèches bleues et rouges entre les isobares indiquent la direction des vents. On peut voir l'axe de pression plus basse vers la France, un creux barométrique, où on retrouve un front occlus et un front chaud

En météorologie, un creux barométrique (également appelé talweg), est une excroissance d'une dépression. On désigne ainsi une zone de plus basse pression atmosphérique que les régions environnantes sur une carte isobarique. Le creux s'étend depuis la dépression le long d'un axe passant par son centre. Les isobares s'emboîtent les unes dans les autres et forment un « V » où la pression décroît en allant vers la concavité,. 
Les creux barométriques sont donc analogues à une vallée géographique. Ils peuvent se retrouver en surface ou en altitude dans la circulation atmosphérique. En surface, on retrouvera souvent un front dans son axe et lors de son passage, l'observateur remarquera une saute de vent. Les dépressions de surface se forment en général à l'avant d'un creux d'altitude.

## Formation

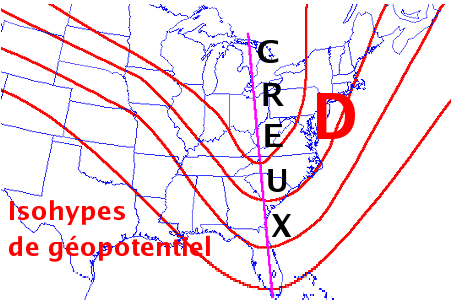
Creux en altitude et position d'une dépression (D) sous celui-ci

Un creux barométrique est le résultat des mouvements de l'air dans l'atmosphère. Dans les régions où il y a mouvement ascendant près du sol et divergent en altitude, on a une perte de masse. La pression devient donc plus basse à cet endroit. 
En altitude, cela se produit lorsqu'on a la rencontre d'une masse d'air froid et d'une autre chaude le long d'un mince ruban appelé zone barocline dite frontale. On a alors la création d'un courant-jet qui fait plonger l'air froid vers l'équateur et l'air chaud vers le pôles, créant une ondulation dans la circulation qu'on appelle une onde de Rossby. Ces ondulations donnent les creux et crêtes d'altitude. En général, l'advection de tourbillon absolu est positive entre ces deux entités, mais plus près de la crête, alors qu'elle est négative juste derrière un creux. 
En surface, les mouvements d'altitude sous l'advection positive de tourbillon se reflètent par la formation de dépressions et de creux, comme on peut voir sur l'image de gauche. Il y aura donc une pente entre le creux barométrique d'altitude et celui au sol, cette pente allant vers la masse d'air froid en altitude (généralement vers le Pôle).
On peut former des creux barométriques de surface de deux autres façons :
- Creux orographique : créé lorsque la circulation est bloquée par des montagnes. L'air est forcé en altitude au-dessus des montagnes et se découple de la circulation de surface en aval de celles-ci. Le vent au pied des montagnes n'est donc plus en équilibre géostrophique mais plutôt orienté le long du gradient de pression (perpendiculairement aux isobares). La force de Coriolis le dévie alors en aval des montagnes, créant une perte de masse et donc un creux.
- Creux thermique : lorsque de l'air froid passe au-dessus d'une surface plus chaude, l'air devient instable et est soulevé en altitude. La perte de masse crée un creux ou une dépression.

## Orientation
La plupart des creux barométriques dans les latitudes moyennes de l'hémisphère nord sont caractérisés par une diminution de la pression atmosphérique du sud vers le nord, comme dans l'image, soit en se rapprochant du centre dépressionnaire. La situation est inverse dans l'hémisphère sud mais dans les deux cas les creux se déplacent vers l'est.
Il arrive parfois que des creux se forment du côté opposé du centre de basse pression dans les latitudes moyennes et ces creux, dits « inversés », se déplacent alors vers l'ouest. Ce type est cependant plus courant dans les tropiques avec les ondes tropicales.

## Temps associé
Les creux barométriques sont généralement vecteurs de mauvais temps avec des nuages, des précipitations et un fort vent à cause de la convergence des flux d'air en surface. Cette convergence des vents près du sol présuppose l’existence d'un mouvement vertical ascendant de l'air qui formera par la suite une divergence des vents en altitude. L'ascendance engendre un refroidissement dans les couches supérieures par rapport à l'environnement et donc une humidification de celui-ci parce que son humidité relative augmente jusqu'au point de saturation ce qui a pour conséquence de couvrir le ciel. 
En plus des creux ou talwegs des latitudes moyennes qui se déplacent avec la circulation générale d'ouest en est, on retrouve des creux tropicaux purement thermiques qui se déplacent d’est en ouest dans la zone intertropicale :
- Les ondes équatoriales qui correspondent à des oscillations de la zone de convergence intertropicale ;
- Les ondes d'est des zones d'alizés qui sont orientées perpendiculairement au courant[3],[4].

Il existe également les creux de mousson (ou talwegs de mousson) traversant l'Inde du nord-ouest au sud-est durant la mousson d'été.